# 奉献生活の会
奉献生活の会（ほうけんせいかつのかい、ラテン語: institutum vitae consecratae）とは、カトリック教会の用語で、福音的勧告（貞潔・清貧・従順）の実践を公的に表明して、キリストへの随従をめざす生活（奉献生活）の会をいう。
奉献生活の会は1983年の教会法で定められ、以下の2つの形態を含む。
- 修道会 - 修道会に属する修道者は教会の名において、上長によって受理される公的な修道誓願を立て、所属する修道共同体の会則に従い、修道院に住まなければならない[2]。
- 在俗会 - 共同生活の義務がなく、世俗にありながらも自らを神に奉献する者の会。福音的勧告に従う義務がある[3]。

奉献生活にはほかに「隠修生活」「奉献されたおとめとやもめ」があげられ、また奉献生活の会と並んで「使徒的生活の会」があげられている。使徒的生活の会は公的な修道誓願を立てないもので、見た目は修道会と同じようであっても教会法上は修道会と区別される。たとえばオラトリオ会は修道誓願を行わず、個々の自立した共同体から構成されるために修道会ではない。また、ヴィンセンシオの宣教会は公的に修道誓願を宣言しないので、修道会ではない。
1917年の旧教会法では、公式誓願をたてる盛式修道会(ordo religiosus)と単式修道会(congregatio)、および誓願なしで共同生活を送る会がひとつにまとめられ、在俗会のように共同生活を営まないものは一般信徒の信心会と同様に公会議聖省の管轄とされていた。1983年の教会法では大きく変更され、在俗会が高い位置を占めるようになった。